# Babot-kúti 1. sz. inaktív forrásbarlang
A Babot-kúti 1. sz. inaktív forrásbarlang az Aggteleki Nemzeti Parkban található egyik barlang. Az Aggteleki-karszt és a Szlovák-karszt többi barlangjával együtt 1995 óta a világörökség része.

## Leírás
A Kecső-völgy északi, bal oldalában, Jósvafő központjától nyugat–északnyugatra, két kilométerre, egy fokozottan védett területen, erdőben, a babot-kúti vízmű kerítésétől 50 méterre, keletre, a völgytalptól nyolc méterrel magasabban, egy kis sziklaudvarban, sziklafal tövében nyílik. A felfelé keskenyedő, hasadék jellegű, természetes, 2,6 méter magas és 1,1 méter széles, vízszintes tengelyirányú, lezáratlan bejárata látszik az alatta lévő útról, amelytől 20 méterre van. Közvetlenül mellette, körülbelül másfél méterre, nyugatra, balra található a Babot-kúti 2. sz. inaktív forrásbarlang bejárata.
Középső triász és felső triász, wettersteini mészkőben, tektonikus törésvonal mentén létrejött, inaktív forrásbarlang, inaktív, régi forrásszáj. A kifolyó víz korróziója és a karsztvízszint alatti oldódás hatására alakult ki. A hasadék szelvény jellemző a barlangra. A morfológiai elemei a gömbfülke, a gömbüst és a hullámkagyló. Az ásványi alakzatok közül megfigyelhető benne borsókő, cseppkőzászló, függőcseppkő és cseppkőlefolyás. A cseppkőképződményei között vannak amelyek fejlődnek és vannak amelyek nem fejlődnek. A vízszintes kiterjedése 14,3 méter. Jelenleg a leghosszabb és legtágabb barlangja az inaktív forráscsoportnak. A végpontján a járat agyaggal feltöltött. Denevérek és világosbarna, fátyolkaszerű rovarok fordulnak elő a barlangban. Engedéllyel és barlangjáró alapfelszereléssel, könnyen járható.
2003-ban volt először Babot-kúti 1. sz. inaktív forrásbarlangnak nevezve a barlang az irodalmában. Előfordul a barlang az irodalmában K3-barlang (Kovács 1997) néven is.

## Kutatástörténet
Az 1990. évi Karszt és Barlangban publikált tanulmányban, amelyet Sásdi László írt, meg van említve a Babot-kút melletti barlang, de ez valószínűleg a Babot-kúti-forrásbarlang. 1995-ben fedezte fel Sásdi László és Székely Kinga. A barlang 1995 óta az Aggteleki-karszt és a Szlovák-karszt többi barlangjával együtt a világörökség része.
1997. január 22-én Kovács Attila rajzolta meg a Babot-kúti 1. sz. inaktív forrásbarlang alaprajz térképvázlatát és kiterített hosszmetszet térképvázlatát. Az 1997. évi MKBT Műsorfüzetben jelent meg Kovács Attilának egy közleménye, amelynek a címe Új barlang a Kecső-völgyben. A publikációban részletesen ismertetve van. A leírás szerint kb. 2 m magas a barlang bejárata, a barlang kitöltésében pedig valószínűleg holocén csontmaradványok láthatók, amelyek egér és róka nagyságú állatoktól származnak. A barlang végpontjáról eltávolítandó (valószínűleg nem sok) anyag elhelyezésére nem nagyon van lehetőség. A barlangnak ezen a részén kevés a levegő, mert nincs huzat.
A következő MKBT Műsorfüzetbe Sásdi László egy közleményt írt, amely szerint a barlang nem új, csak a barlang belső része. A barlang szerepel a Barlangtani Intézet kataszterében, 1995 novemberében lett nyilvántartásba véve. 1997-ben Takácsné Bolner Katalin elkészítette a barlang fénykép-dokumentációját, 1997. július 7-én pedig rögzítette a barlang adatait. 2001-ben Reszegi Attila készítette el a barlang fénykép-dokumentációját.
2003 júniusában Angelus Béla készítette el a barlang alaprajz térképét, hosszmetszet térképét és 4 keresztmetszet térképét. A térképek 1:100 méretarányban mutatják be a barlangot. A térképlap szerint a barlang bejárata 268 m balti középtengerszint feletti magasságban fekszik. A barlang 2003-ban kitöltött barlang nyilvántartólapjában az olvasható, hogy a Babot-kúti 1. sz. inaktív forrásbarlangnak 267,59 m tengerszint feletti magasságban van a bejárata. A barlang a részletes felmérés alapján 17 m hosszú, vízszintes kiterjedése pedig 14,3 m. A szabadon látogatható barlang végpontjának átbontásával valószínűleg feltárható a Babot-kút mögötti és az inaktív forráscsoport mögött található barlangrendszer. A KvVM Barlang- és Földtani Intézeten található, ismeretlen évben készült kézirat szerint a barlang kb. 20 m hosszú és középső triász wettersteini, dolomitos mészkőben jött létre. A kettős bejáratú barlang bejáratának felső tagja hasadékjellegű, alsó tagja pedig ovális szelvényű.